# Persicaria stagnina
Persicaria stagnina là một loài thực vật có hoa trong họ Rau răm. Loài này được (Buch.-Ham. ex Meisn.) Qaiser mô tả khoa học đầu tiên năm 2001.